# Os de Civis
Os de Civis is een Spaans dorpje in het centrale deel van de Pyreneeën.
Os de Civis ligt dicht bij de Spaans-Andorrese grens. De weg naar het dorp ligt ingeklemd tussen hoge rotswanden en is per auto alleen te bereiken via die route die langs Sant Julià de Lòria in Andorra loopt. Het laatste gedeelte is een smalle weg met hoge overhangende rotsen. Vroeger was deze omgeving een beruchte smokkelroute. Tegenwoordig wordt het dorp vanuit Andorra veelal door dagjesmensen bezocht.
Het dorp heeft een aantal middeleeuwse gebouwen en een romaanse kerk. In 2012 bedroeg het aantal inwoners 158. Het dorp ligt op 2150 m boven NAP.

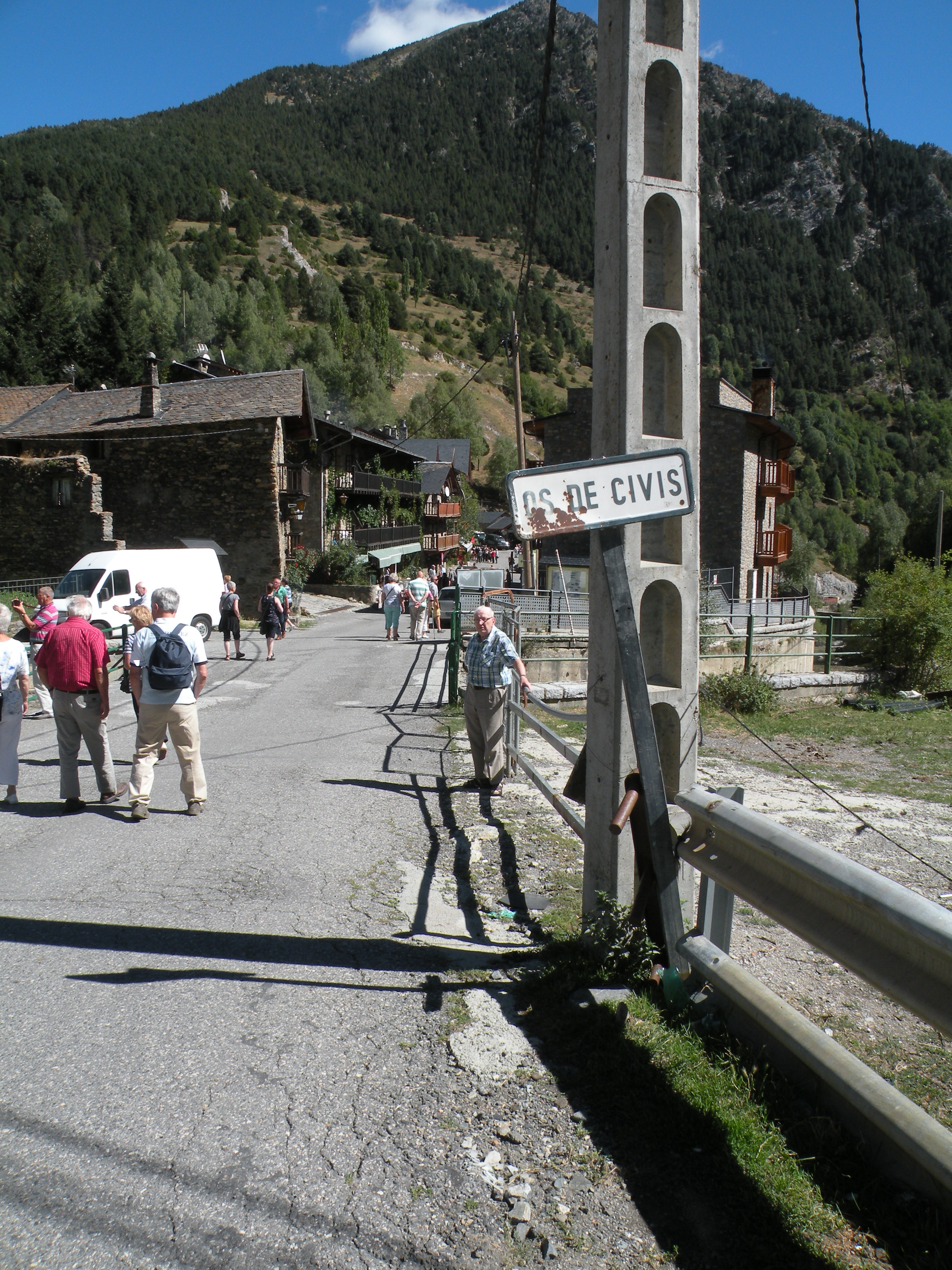
Plaatsnaambord
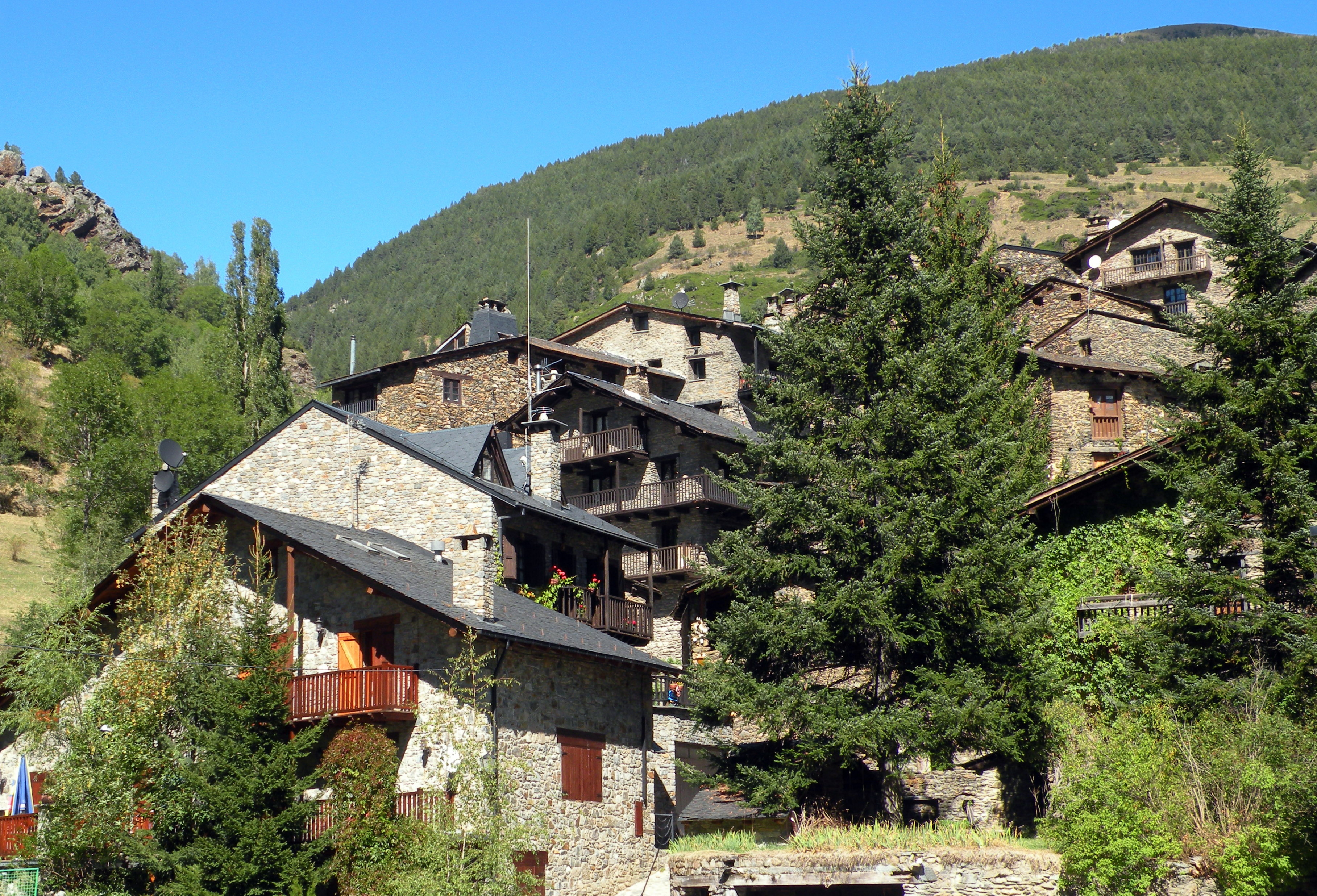
Os de Civis (2012)
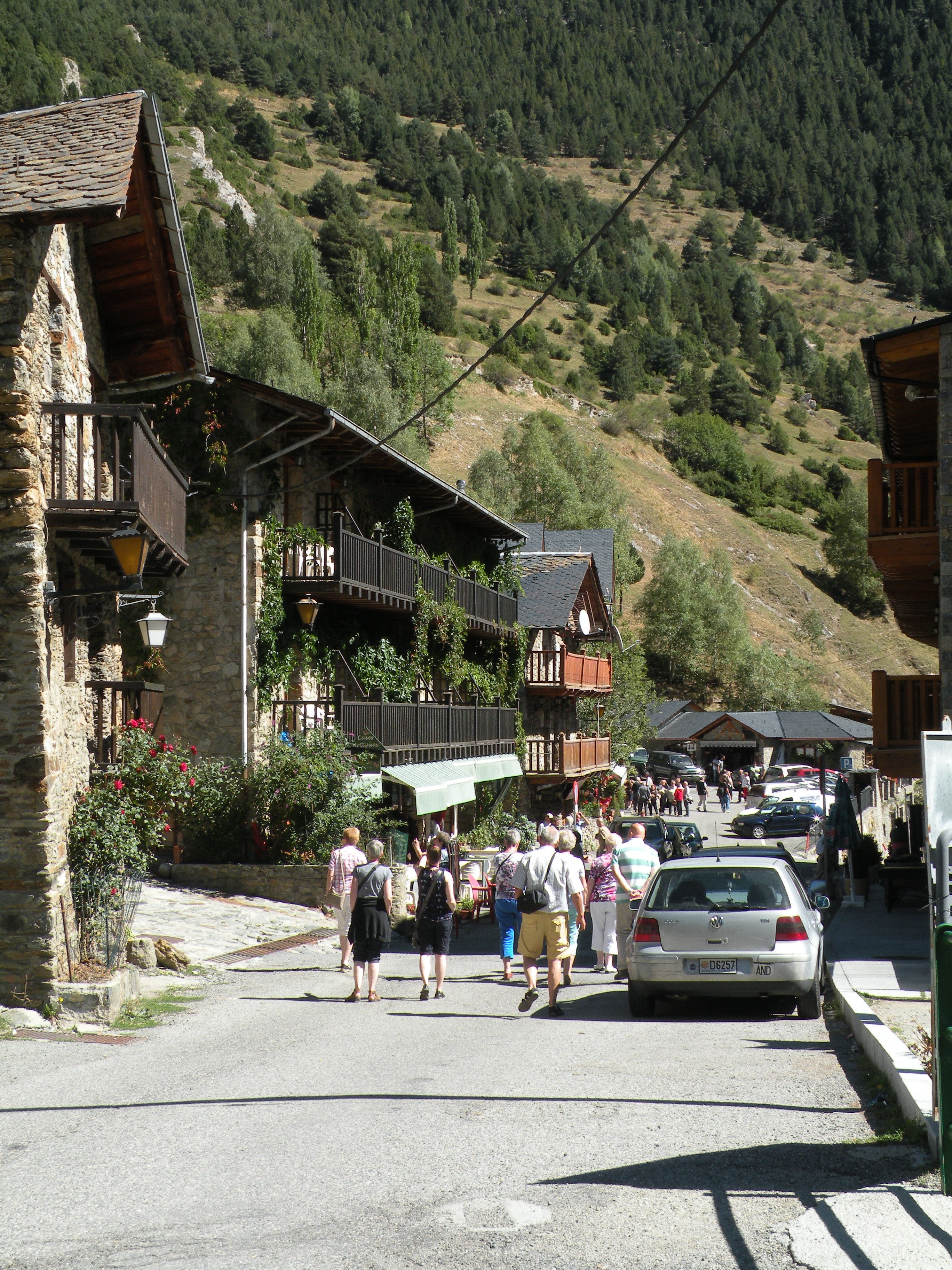
Hoofdstraat
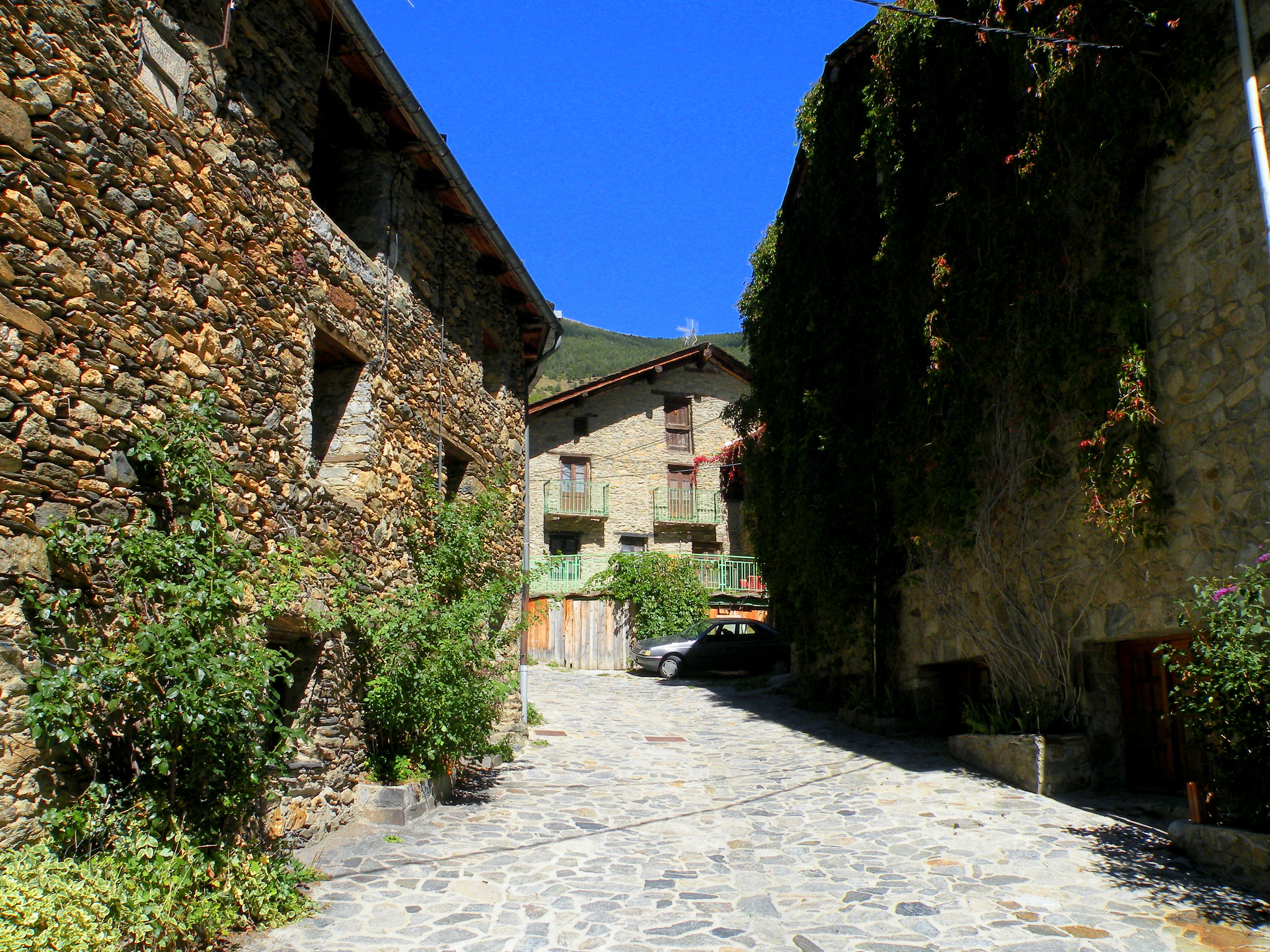
Zijstraatje
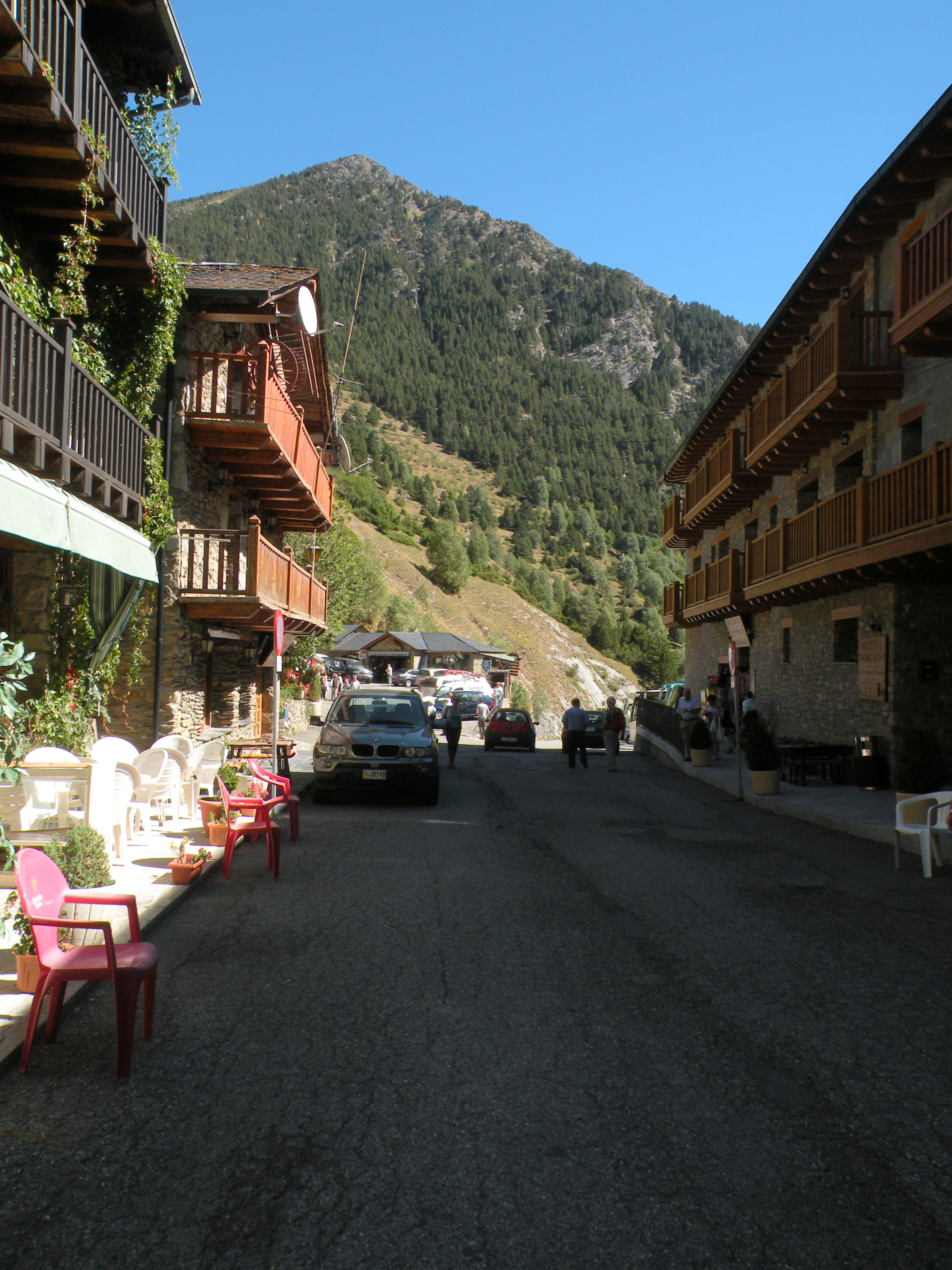
Restaurants
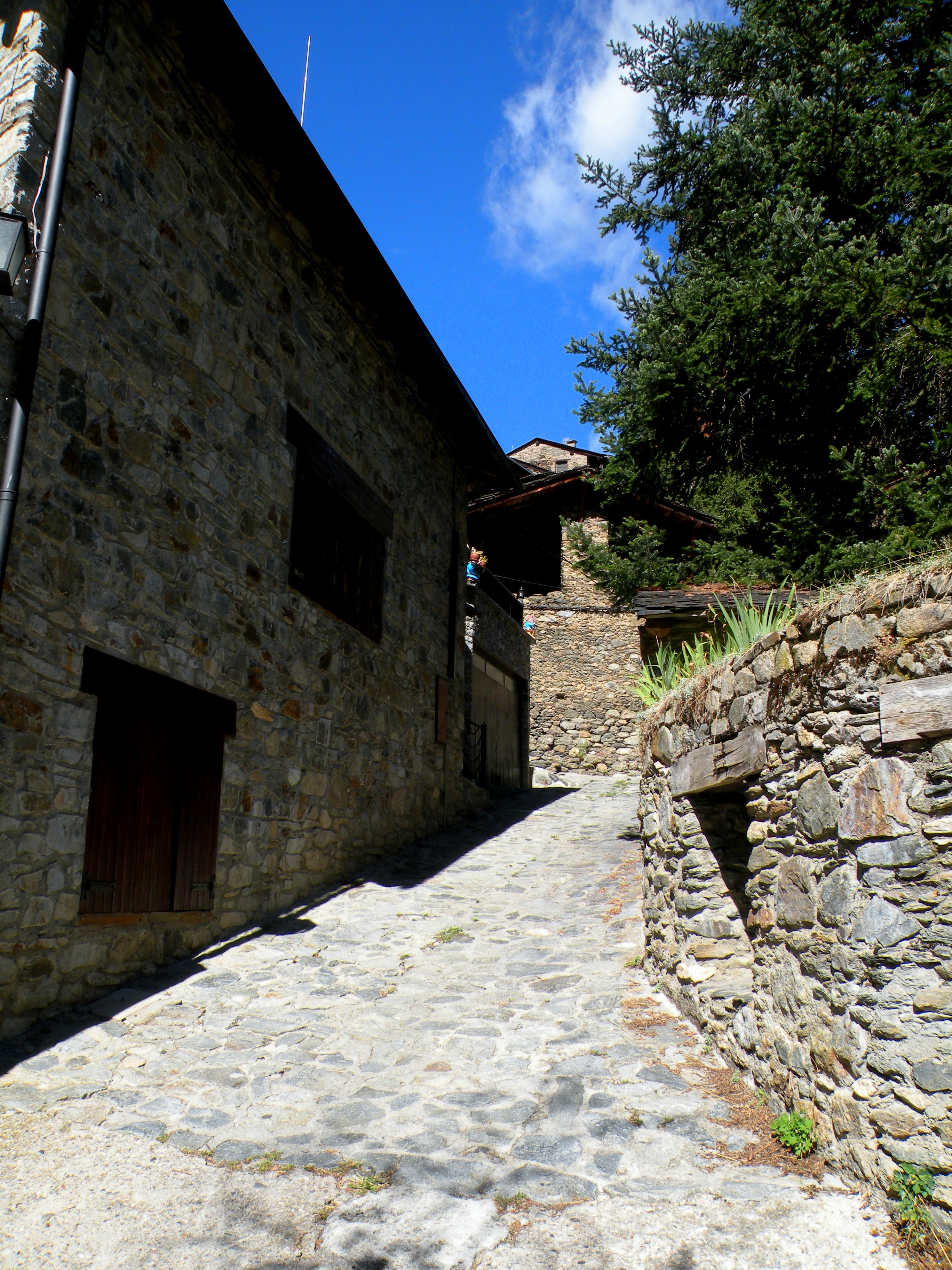
Steegje
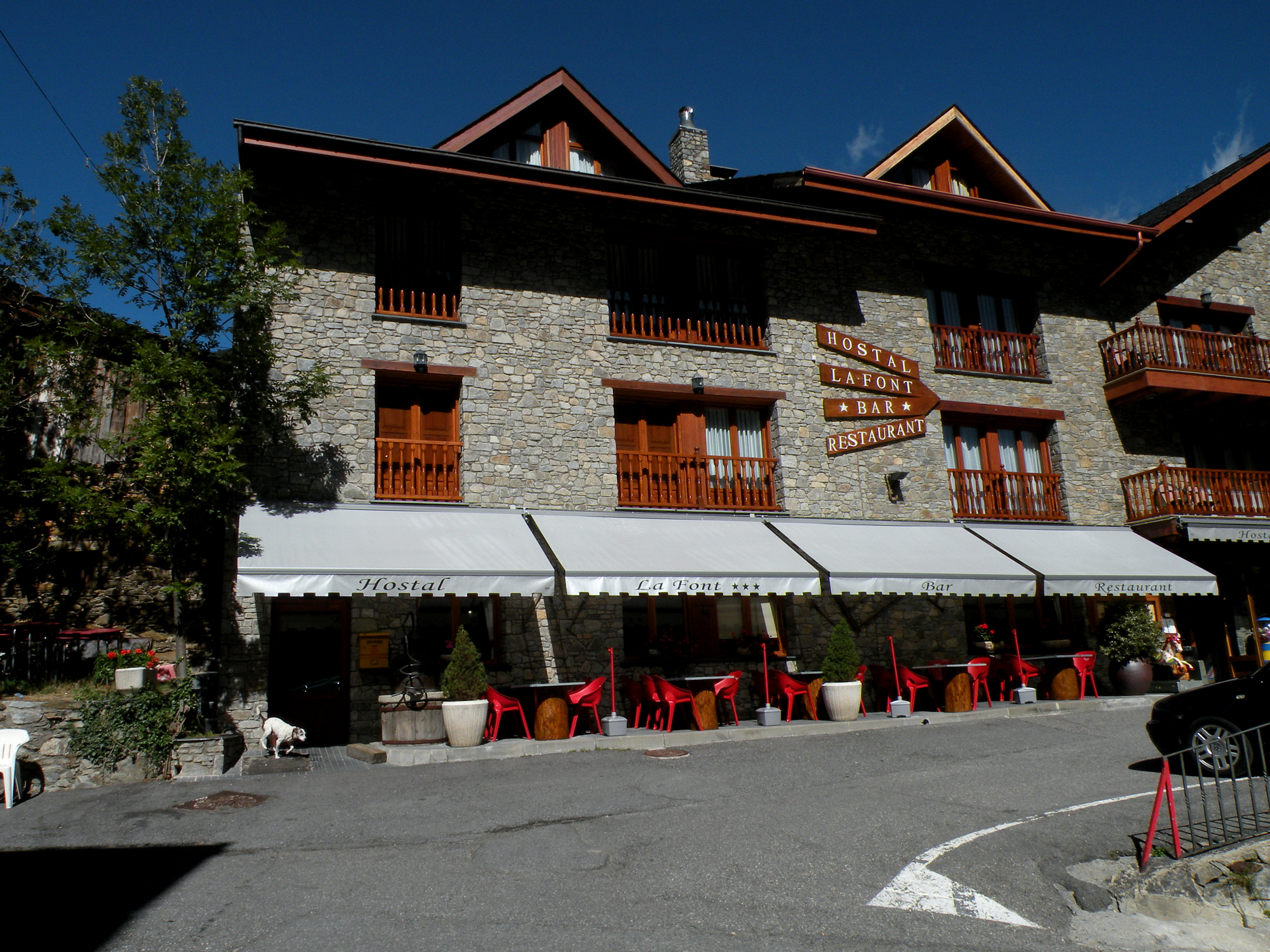
Hostal La Font
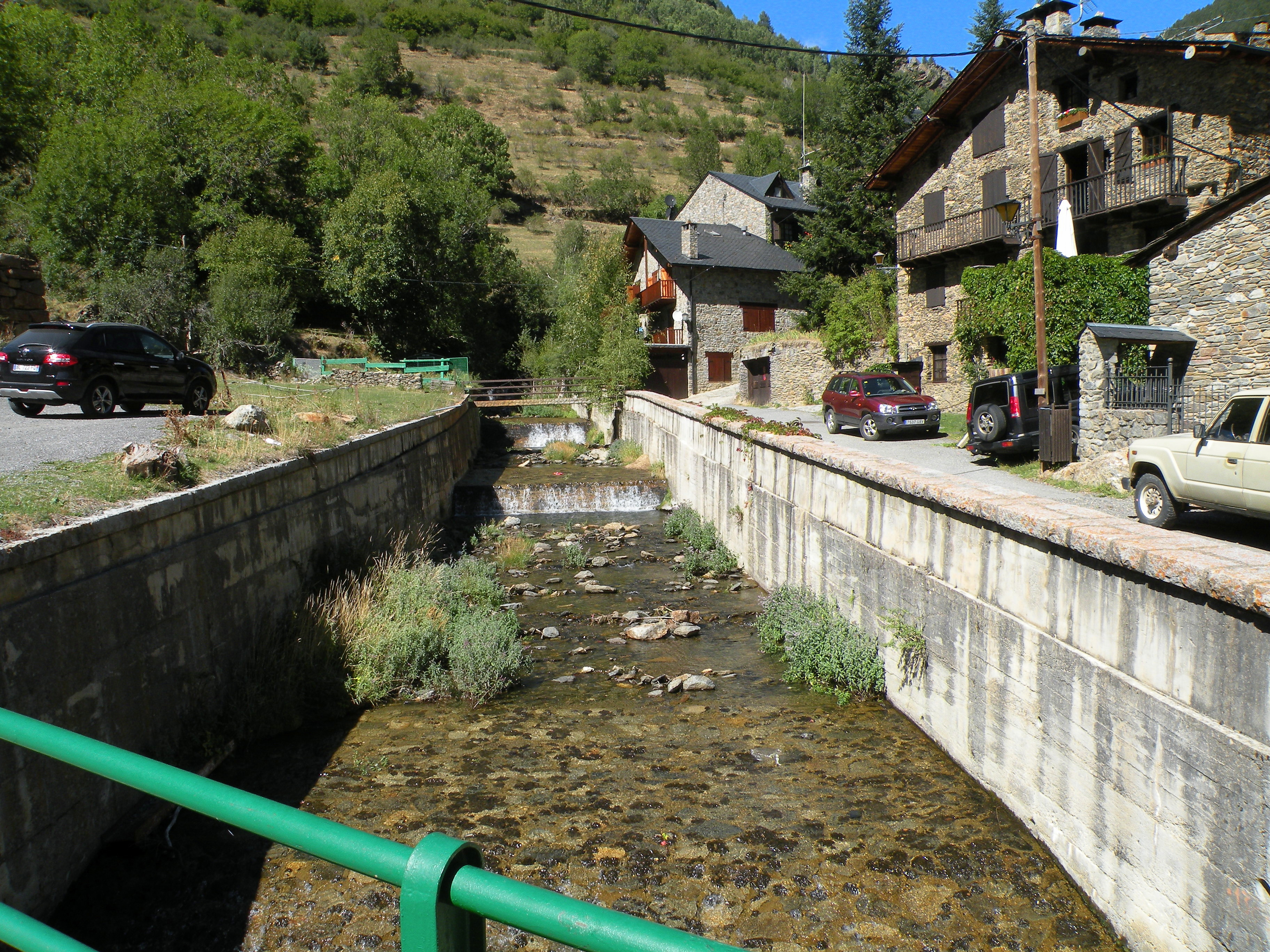
Rivierbedding
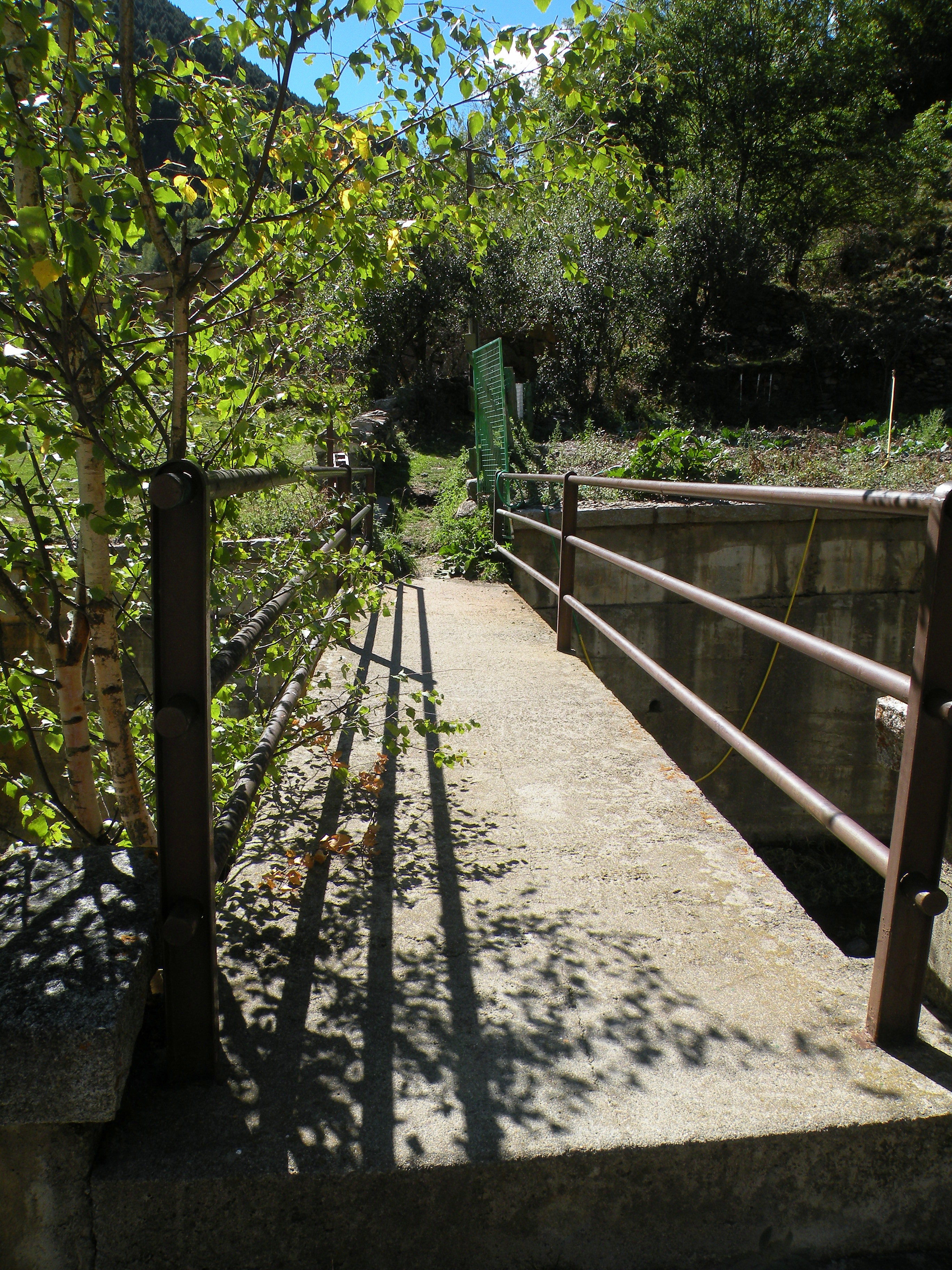
Loopbrug over de rivier
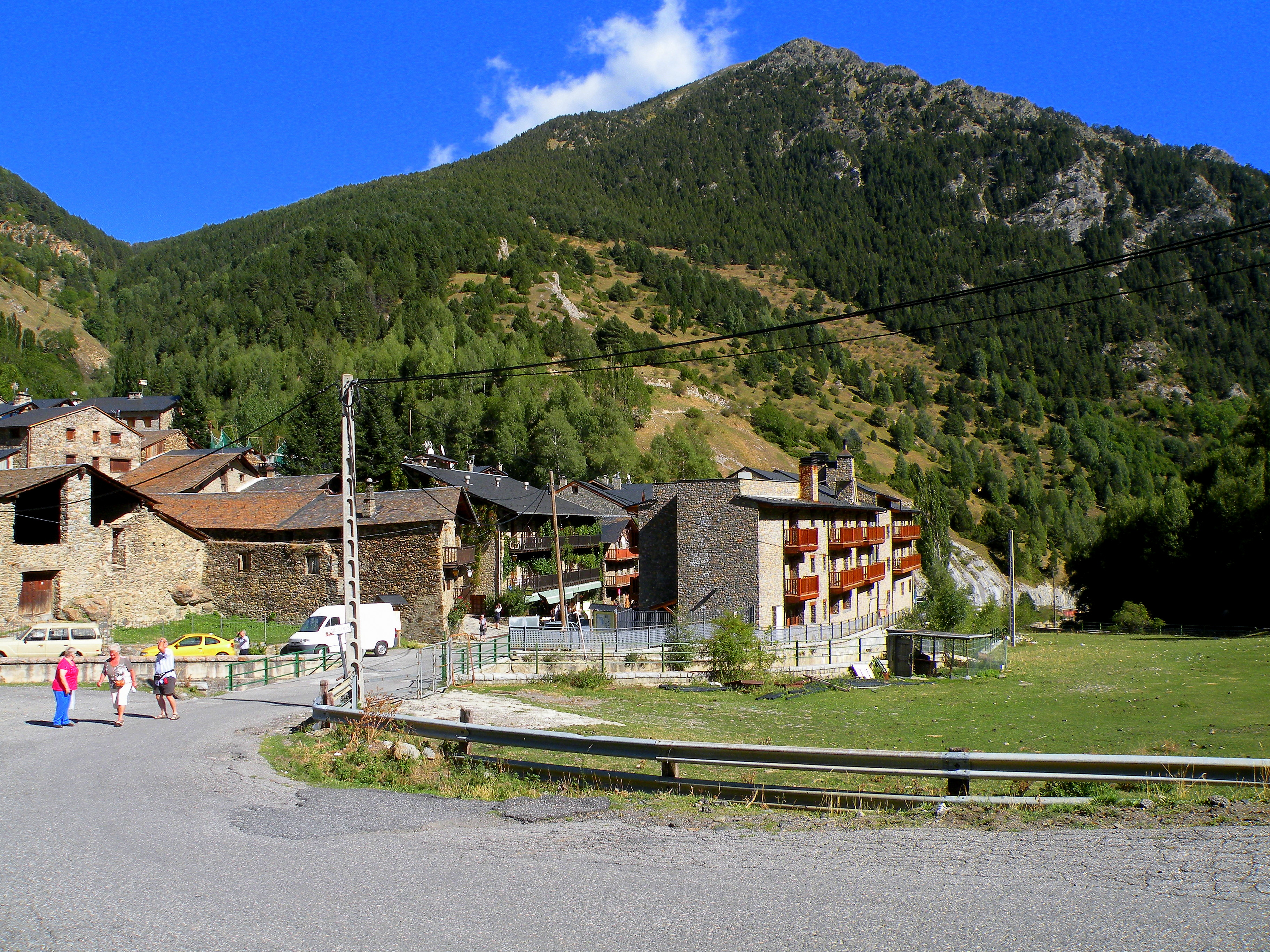
Dorpsgezicht